# Super-Besse
Pour les articles homonymes, voir Besse.

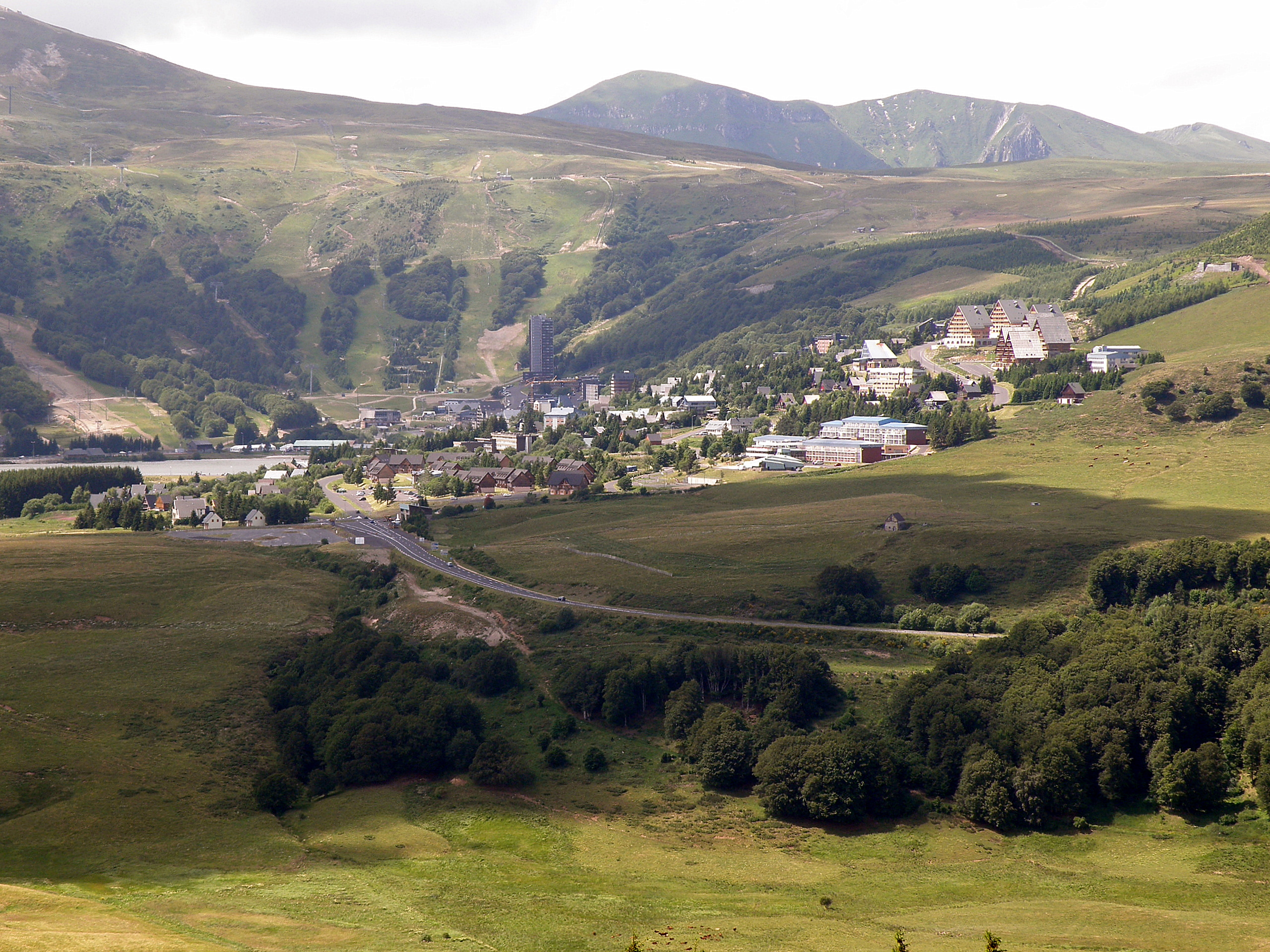
La station vue depuis le puy de Montchal.

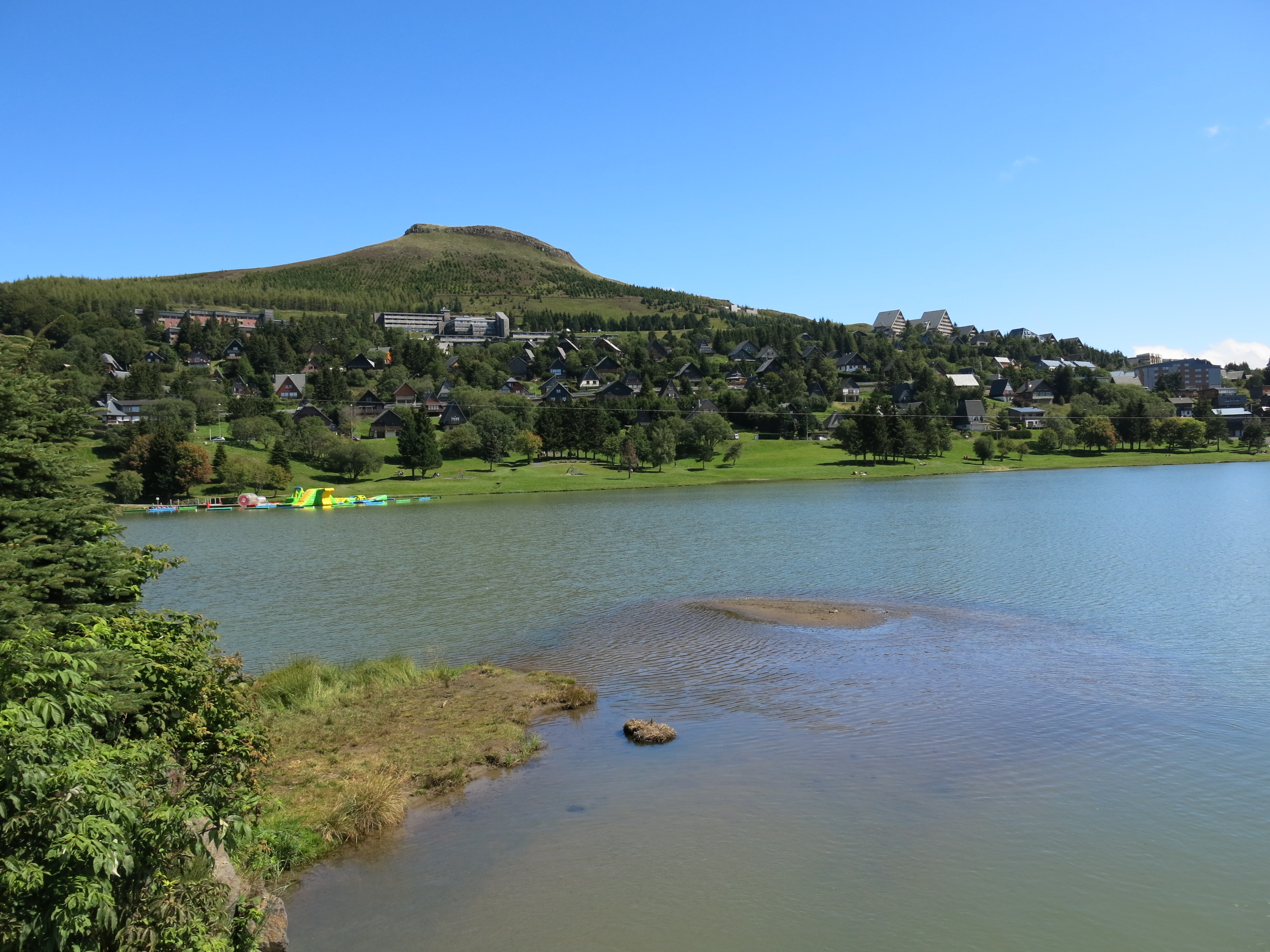
Le lac des Hermines.

Super-Besse est une station de sports d'hiver du Massif central, dans le Massif du Sancy.
En octobre 2018, le magazine des professionnels Montagne Leaders l'a classé première station du Massif central (Revue n°269, page 83).

## Géographie
La station de sports d'hiver de Super-Besse est située dans la commune de Besse-et-Saint-Anastaise (autrefois dénommée Besse-en-Chandesse) au cœur du parc naturel régional des volcans d'Auvergne dans le département du Puy-de-Dôme, en Auvergne-Rhône-Alpes. Distante de Clermont-Ferrand d'environ 50 km, elle est située à 1 300 m d'altitude sur les pentes du puy de Sancy (le plus haut sommet du Massif central), du puy de la Perdrix et du puy Ferrand.

## Histoire[1]
Super-Besse voit le jour en 1961 sous l'impulsion de Germain Gauthier. Il était originaire du lieu-dit les Ribages, Picherande. Skieur de fond, champion d'Auvergne en son temps, directeur de la première école de ski.

Très vite le domaine s'équipe d'installations modernes de l'époque (avec notamment l'une des toutes premières télécabines de France du constructeur Mancini).
Près de 22 téléskis y seront installés entre 1961 et 2005.

La station s'équipe également en télésièges. 5 appareils y seront installés entre 1965 et 2010 (quatre 4 places et deux 2 places).
La station est rentrée dans le domaine des stations à gros investissement en 1974 avec la construction d'une des toutes premières télécabines 6 places de France (avec Courchevel la même année), ainsi qu'en 2008 avec la construction du funitel de la Perdrix, où Super-Besse se classe 3e station française au niveau de l'investissement (14,878 M€).
Le lac des Hermines, immense réservoir d'eau, permet un fonctionnement optimal du parc d'enneigeurs dont la station s'est dotée. Super-Besse détient le plus grand parc de canons à neige du Massif central.

### Liste des aménagements depuis 1998
- 1998 :
  - remontées : construction du télésiège de 4 places Perce-Neige, démontage du téléski Biche 1.
- 2001 :
  - remontées : rénovation du télésiège de 2 places Cascade (changement des sièges). Changement des sièges du télésiège de 2 places Falaise par les anciens sièges provenant du télésiège Cascade.
- 2002 :
  - pistes : suppression de la piste rouge Myrtilles, allongement de la piste Chemin de Ronde et changement de couleur (passage de verte à bleue).
- 2004 :
  - pistes : nouveau tracé de la piste bleue Chemin de Ronde, la piste rouge Violette est renommée René Chilbret.
- 2005 :
  - remontées : construction du téléski Col de Couhay (ouverture février 2006), rénovation complète du télésiège de 2 places Falaise (changement sièges et gare motrice), allongement du téléski Moyenne Rouge et raccourcissement du téléski Petite Rouge (desservant la luge d'été).
  - pistes : création de la piste bleue éboulis, nouveau tracé et terrassements pour les pistes Tarafets et Les 3 Filles.
- 2007 :
  - remontées : allongement du téléski Débutants, déplacement du télécorde.
  - pistes : terrassements et modifications de la piste verte Débutants.
- 2008 :
  - remontées : construction du funitel de la Perdrix, démontage de la télécabine existante, allongement du téléski Perdrix 1 et réaménagement de la partie haute du téléski Perdrix 2.
  - pistes : terrassements de l'arrivée du funitel et des téléskis de la Perdrix. Modification du départ des pistes Mado, Capucin, Ancolie, Lys Martagon et Chemin de Ronde.
- 2010 :
  - remontées : construction du télésiège de 4 places Bois du Loup.
  - pistes : modification de la piste verte école.
- 2011 :
  - remontées : construction du tapis roulant Lou Petiot, démontage du télécorde.
- 2015 :
  - remontées : construction du télésiège de 4 places débrayable de la Falaise.
- 2024 :
  - remontées : destruction du télésiège 2 places de la cascade [3]

## Équipements

### Ski de piste

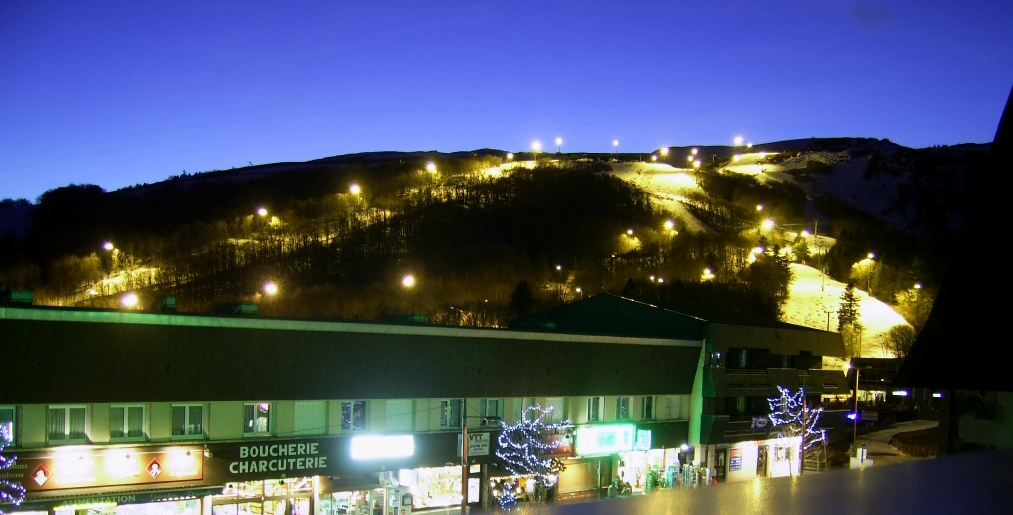
Piste de ski nocturne à Super-Besse.

- Le ski de piste représente 43 km répartis sur 27 pistes (5 vertes, 9 bleues, 9 rouges et 4 noires) entre 1300 et 1 800 m d'altitude, sur le versant sud-est du puy de Sancy, et desservis par 23 remontées mécaniques assurant un débit maximal de 22 000 skieurs par heure :
  - 1 funitel à cabines de 20 places qui fonctionne même par vents violents
  - 4 télésièges 4 places dont un débrayable et un avec tapis d'embarquement
  - 1 télésiège 2 places fixes
  - 13 téléskis
  - 2 tapis couverts
- 400 canons à neige
- Plusieurs "Wesnow", enneigement avec des températures positives, espace débutant assuré.

3 téléskis permettent la jonction entre Super-Besse et le Mont-Dore assurant la liaison entre les 2 domaines skiables. Cependant, les conditions climatiques (brouillard, vent, gel, givre) empêchent parfois la liaison d'ouvrir, et de profiter des 84 km de pistes.

### Ski de fond
125 km de pistes de fond réparties entre les reliefs boisés, les lacs gelés et les plateaux.

### Vélo et VTT
- 19 tracés de cross-country
- 6 pistes de descente
- 1 bike-park
- un parcours pour draisiennes[4]

### Autres équipements
- 1 domaine pour le ski nocturne (2 télésièges, 4 téléskis et 2 tapis : accès à 12 pistes éclairées = 2 noires, 5 rouges,, 5 vertes)[5].
- 1 snowpark.
- 1 parcours de boarder-cross.
- 1 espace freestyle jump.
- 1 piste de vitesse (KL).
- 1 stade de slalom ouvert au public.
- 1 espace découverte (1 télésiège - 7 téléskis - 1 tapis).
- 1 espace ludique, L'Enclos de Tibou.
- 1 stade de luge en accès libre et 1 stade de luge payant avec tapis roulant couvert.

et aussi :
- un lac artificiel (lac des Hermines) permettant des activités l'été : pédalo, optimist, canoë, plage aménagée pour les tout-petits.
- une piste de luge d'été.
- 2013, la tyrolienne "Fantasticable" de 1600m de long avec un dénivelé de 260m et une vitesse pouvant atteindre 120km/h (la plus importante de France, et une des plus importantes d'Europe par sa longueur et son dénivelé)[6].
- 2015, un parc Aventure (remplaçant la patinoire) comprenant divers jeux pour les enfants, espace bambins, mats d'escalade, parcours acrobatiques, espace labyrinthe, bowling[7].
- décembre 2018, X’Trem Aventure de la Biche, un "parcours aventure" acrobatique de 2600m (tyroliennes, ponts suspendus, passages souterrains…) [8]
- décembre 2019, un centre de loisirs (en remplacement de l'ancienne piscine). Il comprend un bassin de nage reprofilé, une zone aqualudique (jets, bulles et nage à contre-courant…), un espace enfant (jeux aquatiques) et bien-être (sauna, massages, détente…) et des extérieurs renouvelés (toboggans, pelouse, solarium)[9].

## Construction du Funitel
En août 2008, c'est à un hélicoptère Puma qu'est revenue la mission de lever les cinq derniers pylônes du nouveau funitel. Sachant que chaque pylône est constitué d'un fût de 2,5 à 2,8 tonnes, d'une potence de 6 tonnes pour 12 mètres d'envergure et de quatre balanciers de 1 à 2,5 tonnes et que la charge de l'hélicoptère ne peut dépasser 3 tonnes, le Super Puma a effectué quelque 45 rotations avant l'assemblage de chaque pylône par environ 500 boulons. Une grue de 100 tonnes avait, quinze jours avant, levé les deux pylônes les plus en aval.
- Maitrise d'ouvrage : communauté de communes du Sancy
- Téléphérique : funitel de Pomagalski
- Entreprise : Comag
- Coût : 15 millions d'euros

Le funitel de la Perdrix est le premier funitel à utiliser la technologie dite "DLM" n'utilisant qu'un seul câble en 2 boucles.

## Trophée Andros
Super-Besse accueille en 2024 pour la 35ème et dernière édition du Final du Trophée Andros, challenge automobile international couru sur des pistes gelées.

## Cyclisme
Super-Besse a accueilli plusieurs arrivées d'étape de courses cyclistes professionnelles. L'ascension est courte mais raide avec une ligne droite avec 11 % de pente.

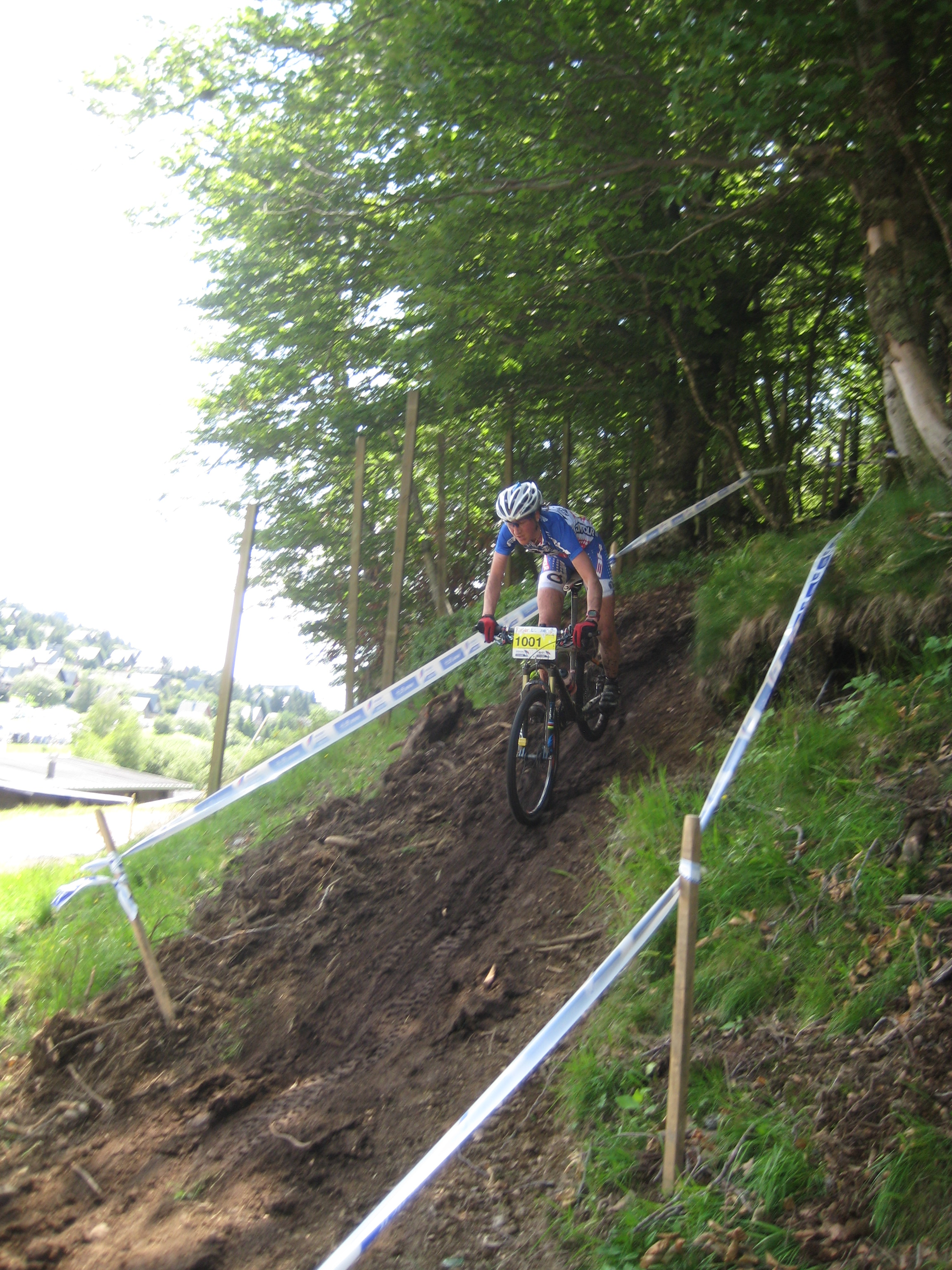
Julie Bresset lors de la coupe de france de VTT 2012 à Super-Besse.

Super-Besse accueille régulièrement une manche de la coupe de france de VTT, pour le cross-country, la descente et le trial.
Depuis 2018, une manche du Trophée cycliste des Grimpeurs est organisée par l'association du même nom, au départ de Besse.

### Tour de France
- 1978 :  Paul Wellens
- 1996 :  Rolf Sørensen
- 2008 :  Alejandro Valverde (à la suite du déclassement de Riccardo Riccò)
- 2011 :  Rui Costa

### Tour de l'Avenir
- 2002 :  Aitor Silloniz
- 2007 :  Dario Cataldo

## Sources et références
1. ↑  « L'histoire de la station de ski de Super Besse : Germain Gauthier », sur Super Besse (consulté le 16 novembre 2024)
2. ↑  Histoire de Super-Besse
3. ↑  remontees-mecaniques.net, « Télésiège fixe 2 places (TSF2) de la Cascade - www.remontees-mecaniques.net », sur www.remontees-mecaniques.net (consulté le 16 novembre 2024)
4. ↑  https://superbesse.com/accueil-ete/
5. ↑  « Le ski nocturne à la station de Super Besse », sur Super Besse (consulté le 16 novembre 2024)
6. ↑  EMILIE ZAUGG, « À 120 km/h dans le ciel de Super-Besse », La Montagne,‎ 12 février 2015 (lire en ligne, consulté le 11 août 2020).
7. ↑  « Centre ludo-sportif Les hermines à Super Besse, horaires du centre Les hermines à Super Besse », sur Office de Tourisme du Sancy (consulté le 11 août 2020).
8. ↑  Rémi Pironin, « Montagne - Un nouveau parcours aventure à la station de Super-Besse dans le Sancy », La Montagne,‎ 9 novembre 2018 (lire en ligne, consulté le 11 août 2020).
9. ↑  https://besse-superbesse.fr/fr/rb/157692/centre-aqualudique
10. ↑  Le Moniteur N°5468 du 12 septembre 2008 page 47
11. ↑  « Velovert - Coupe de France de Super Besse, les premiers podiums », sur velovert.com (consulté le 11 août 2020).